# أندري أغيلار
أندري أغيلار (بالإسبانية: Andrey Aguilar)‏ هو سباح كوستاريكي، ولد في 18 نوفمبر 1960.

## وصلات خارجية
- أندري أغيلار على موقع الاتحاد الدولي للسباحة (الإنجليزية)
- أندري أغيلار على موقع SwimRankings.net (الإنجليزية)
- أندري أغيلار على موقع اللجنة الأولمبية الدولية (الإنجليزية)
- أندري أغيلار على موقع أوليمبيديا (الإنجليزية)